# Borgward BX3
Der Borgward BX3 ist ein Kompakt-SUV, das der chinesische Automobilhersteller Beiqi Foton Motor unter der Marke Borgward ab Anfang 2020 verkaufte. In der Modellpalette ist er unterhalb des BX5 eingeordnet.

## Modellgeschichte
Vorgestellt wurde das nur in China angebotene Fahrzeug am 20. Dezember 2019. Die ersten Verkäufe sind für Januar 2020 überliefert. Mit 195 Einheiten im ersten Jahr war der Erfolg überschaubar. 2021 erfolgten nur noch zwei weitere Fahrzeuge.

## Technische Daten
Angetrieben wird das SUV vom aus dem BX5 bekannten 1,4-Liter-Ottomotor mit 110 kW (150 PS). Serienmäßig hat es ein 6-Gang-Schaltgetriebe, gegen Aufpreis ist ein 6-Stufen-Automatikgetriebe erhältlich. Der Antrieb erfolgt ausschließlich über die Vorderräder. Die Vorderräder sind einzeln an MacPherson-Federbeinen und Querlenkern aufgehängt, hinten ist eine Mehrlenkerachse eingebaut.
|                                            | 20T GDI                    |
| ------------------------------------------ | -------------------------- |
| Bauzeitraum                                | 01/2020–05/2021            |
| Motorkenndaten                             |                            |
| Motortyp                                   | R4-Ottomotor               |
| Gemischaufbereitung                        | Benzindirekteinspritzung   |
| Motoraufladung                             | Turbolader                 |
| Hubraum                                    | 1395 cm³                   |
| max. Leistung bei min−1                    | 110 kW (150 PS) / 5500     |
| max. Drehmoment bei min−1                  | 250 Nm / 1750–4000         |
| Kraftübertragung                           |                            |
| Antrieb, serienmäßig                       | Vorderradantrieb           |
| Antrieb, optional                          | —                          |
| Getriebe, serienmäßig                      | 6-Gang-Schaltgetriebe      |
| Getriebe, optional                         | [6-Gang-Automatikgetriebe] |
| Messwerte                                  |                            |
| Leergewicht                                | 1431 kg [1480 kg]          |
| Höchstgeschwindigkeit                      | k. A.                      |
| Beschleunigung, 0–100 km/h                 | k. A.                      |
| Kraftstoffverbrauch auf 100 km, kombiniert | 6,7 l Super [6,9 l Super]  |
| Tankinhalt                                 | 52 l                       |
| Abgasnorm                                  | China VI                   |

- Werte in eckigen Klammern für Modelle mit optionalem Getrieben.